# Календарь (Apple)
Календарь (англ. Calendar, ранее известно как iCal) — проприетарное приложение, разработанное Apple, являющееся персональным календарем-органайзером.

## Описание и использование
Приложение является предустановленным для ряда операционных систем, таких как iOS, iPadOS, macOS и watchOS. Представляет собой как приложение и виджет для просмотра даты, так и интегрированную с iCloud персонализированную программу ведения учёта событий и создания напоминаний. Помимо интеграции с iCloud календарь способен синхронизироваться с другими службами календарей. Позволяет работать с несколькими профилями, создавать, импортировать и экспортировать календари и подписываться на другие календари.

## Интересные факты
- Значок приложения календаря, отображающий день 17 июля, отсылается на день презентации приложения iCal на выставке MacWorld Expo в Нью-Йорке. Значок запущенного календаря в Dock отображает текущий день.